# Kepahyang (Luas)
Kepahyang is een bestuurslaag in het regentschap Kaur van de provincie Bengkulu, Indonesië. Kepahyang telt 458 inwoners (volkstelling 2010).